# Seminari Redemptoris Mater
Redemptoris Mater és el nom donat a tots els seminaris missioners vinculats al Camí Neocatecumenal dins de l'Església catòlica per a donar espai a les vocacions del Camí, escrit en llatí, que es traduïx com: "Mare del Redemptor". Este nom també va eixir d'una encíclica de Joan Pau II que el portava. El primer seminari Redemptoris Mater es va construir a Roma el 1988, mitjançant un decret del Cardenal Vicari Poletti. Tal esdeveniment va ser registrat per El Observador Romà com "el renaixement d'un institut, com un seminari diocesà per a la formació de preveres missioners". Hui hi ha més de 70 seminaris Redemptoris Mater escampats per tot el món, amb uns 2000 seminaristes formant-se en ells.

## Objectius - descripció
El Camí presenta estos seminaris com a internacionals, diocesans i missioners:
1. internacionals, perquè el seminarista ha d'abandonar la seua comunitat natal i acudir a aquella on més siguen necessaris els seus servicis, en qualsevol part del món;
2. diocesans, perquè els sacerdots que es formen tenen com a destinació la diòcesi en la qual es troba emmarcat el seminari;
3. missioners, perquè el sacerdot pot ser enviat a qualsevol part del món, atenent a les necessitats de cada comunitat, de cada diòcesi, en la funció de realitzar la missió d'evangelitzar i anunciar el cristianisme per tots els confins de la terra, sempre d'acord amb l'Equip Internacional del Camí, que és qui coordina.

Els seminaris Redemptoris Mater representen un dels models moderns de les institucions dels seminari (basat en les bases preses en el Concili de Trent), inspirat directament del Camí Neocatecumenal. Açò ha suscitat algunes veus crítiques: alguns sacerdots lamenten que les vocacions nascudes en una diòcesi vagen a altres més necessitades que les seues, també el fet de la barreres culturals i idiomàtiques, etc.